# Astata
Genre
Astata est un genre d'insectes de la famille des Crabronidae. Astata est le plus grand genre de cette sous-famille et est identifié par les caractéristiques de sa nervation alaire. Les mâles de ce genre et du genre apparenté Dryudella ont de très grands yeux composés qui se rejoignent largement au sommet de la tête.

## Liste d'espèces
Selon ITIS (23 juillet 2020) :
- Astata affinis Vander Linden, 1829
- Astata albovillosa Cameron, 1890
- Astata alpaca F. Parker, 1968
- Astata alpestris Cameron, 1890
- Astata apostata Mercet, 1910
- Astata aschabadensis Radoszkowski, 1893
- Astata australasiae Shuckard, 1838
- Astata bakeri F. Parker, 1962
- Astata bechteli F. Parker, 1962
- Astata bicolor Say, 1823
- Astata bigeloviae Cockerell in Cockerell & W. Fox, 1897
- Astata blanda de Saussure, 1892
- Astata boharti F. Parker, 1962
- Astata bola F. Parker, 1968
- Astata boops (Schrank, 1781)
- Astata brevitarsis Pulawski, 1958
- Astata centralis F. Parker, 1964
- Astata cleopatra Pulawski, 1959
- Astata clypeata F. Parker, 1962
- Astata cobosi Giner Marí, 1946
- Astata compta Nurse, 1909
- Astata cosquin F. Parker, 1968
- Astata costae A. Costa, 1867
- Astata diabolica Balthasar, 1957
- Astata diversipes Pulawski, 1955
- Astata dominica Pate, 1948
- Astata enslini Maidl, 1924
- Astata evansi F. Parker, 1964
- Astata femorata F. Parker, 1963
- Astata flavipennis (R. Turner, 1917)
- Astata fumipennis E. Saunders, 1910
- Astata fuscistigma Cameron, 1905
- Astata gallica de Beaumont, 1942
- Astata gigas Taschenberg, 1870
- Astata glaber Kohl, 1892
- Astata gracilicornis Arnold, 1924
- Astata graeca de Beaumont, 1965
- Astata hera Arens, 2014
- Astata jucunda Pulawski, 1959
- Astata kashmirensis Nurse, 1909
- Astata laeta E. Saunders, 1910
- Astata leila Pulawski, 1967
- Astata leuthstromi Ashmead, 1897
- Astata lubricata Nurse, 1903
- Astata lugens Taschenberg, 1870
- Astata lusitanica Pulawski, 1974
- Astata maculata Radoszkowski, 1877
- Astata melanaria Cameron, 1905
- Astata mexicana Cresson, 1881
- Astata miegii Dufour, 1861
- Astata minax Arnold, 1945
- Astata minor Kohl, 1885
- Astata moralesi Giner Marí, 1945
- Astata nevadica Cresson, 1881
- Astata nigra F. Smith, 1856
- Astata nigricans Cameron, 1889
- Astata nubecula Cresson, 1865
- Astata obscura Arnold, 1932
- Astata occidentalis Cresson, 1881
- Astata pontica Pulawski, 1958
- Astata prosii Schmid-Egger, 2014
- Astata quettae Nurse, 1903
- Astata radialis E. Saunders, 1910
- Astata resoluta Nurse, 1909
- Astata ruficaudata (R. Turner, 1917)
- Astata rufipes Mocsáry, 1883
- Astata rufitarsis F. Smith, 1856
- Astata rufofemorata Arnold, 1945
- Astata rugifrons Arnold, 1946
- Astata sabulosa Gussakovskij, 1927
- Astata selecta Nurse, 1909
- Astata sicula Kohl, 1884
- Astata spinolae de Saussure, 1854
- Astata stangei F. Parker, 1964
- Astata stevensoni Arnold, 1924
- Astata tarda Cameron, 1897
- Astata trochanterica de Beaumont, 1953
- Astata tropicalis Arnold, 1924
- Astata unicolor Say, 1824
- Astata vaquero F. Parker, 1967
- Astata westcotti F. Parker, 1964
- Astata williamsi F. Parker, 1962